# Kuraľany
Kuraľany és un poble i municipi d'Eslovàquia que es troba a la regió de Nitra, al sud-oest del país. El 2011 tenia 535 habitants.

## Història
La primera menció escrita de la vila es remunta al 1223.

## Demografia
| Godina             | 1994 | 2004   | 2014    | 2024    |
| ------------------ | ---- | ------ | ------- | ------- |
| Nombre de persones | 636  | 578    | 516     | 449     |
| Diferència         |      | −9,11% | −10,72% | −12,98% |

| Godina             | 2023 | 2024   |
| ------------------ | ---- | ------ |
| Nombre de persones | 454  | 449    |
| Diferència         |      | −1,10% |